# Méditel
Orange Maroc (in arabo أورنج المغرب‎?, detto anche Méditel o Médi Télécom) è una compagnia telefonica marocchina. La sua sede è a Casablanca.
Méditel ottenne la licenza nel 1999 e incominciò le sue operazioni commerciali il 29 marzo del 2000. Nel luglio 2005 ottiene la licenza di Telefonia fissa dopo Maroc Telecom. Alla fine del 2005 aveva oltre 4 milioni di utenti. Deutsche Bank stimò il valore della compagnia approssimativamente a 1.150 milioni di euro. Nella telefonia mobile usa una tecnologia GSM di 900 MHz.

## Proprietà
La sua proprietà è attualmente suddivisa da 3 grandi azionisti:
- Orange SA (49%)
- Finance Com (25,5%)
- Caisse de dépôt et de gestion (25,5%)

## Galleria d'immagini

Logo di Méditel usato dal 2013 al 2016